# 伊拉克第一共和國
伊拉克第一共和國（阿拉伯語：الجمهورية العراقية الأولى）是1958年自由軍官領袖阿卜杜勒-卡里姆·卡塞姆發動7月14日政變，推翻阿拉伯聯邦伊拉克哈希姆王國後，建立的共和制國家。

1963年2月，阿拉伯復興社會黨在美利堅合眾國的支持下發動齋月革命，推翻了阿卜杜勒-卡里姆·卡塞姆，艾哈邁德·哈桑·貝克爾繼任伊拉克總理，阿拉伯復興社會黨政府成立。艾哈邁德·哈桑·貝克爾上臺後，於同年11月在阿卜杜勒·薩拉姆·阿里夫領導的納賽爾主義政變中被推翻。